# Thomas Gens
Thomas Gens (* 3. Januar 1970 in Bergen auf Rügen) ist ein deutscher Kommunalpolitiker (Allianz für Hiddenseer, davor Achtsame Demokraten). Er ist Bürgermeister der Gemeinde Insel Hiddensee. Er war 2011 Landtagskandidat der CDU, die wegen seiner angeblichen Vergangenheit als Funktionär der Deutschen Volksunion (DVU) noch während des Wahlkampfes seine Aufnahme in die Partei widerrief. Nachdem ein Widerspruchsverfahren lange Zeit nicht entschieden worden war, trat Gens im Mai 2013 aus der CDU aus. Erneut in die Schlagzeilen kam er, als eine vermeintliche frühere Verpflichtungserklärung für die Stasi bekannt wurde. Seit 2013 ist er Vorsitzender der Partei Achtsame Demokraten, für die er bei der Landtagswahl 2016 als Spitzenkandidat antrat.

## Biographie
Von 1998 bis 2002 war Gens Mitglied der DVU, möglicherweise als Vorsitzender des DVU-Kreisverbandes Nordvorpommern. Einem DVU-internen Schreiben zufolge, das dem NDR nach eigenen Angaben vorliegt, war er 2001 möglicherweise drei Monate geschäftsführender Landesvorsitzender. Danach war Gens Mitglied und Direktkandidat der kurzlebigen populistischen Volkspartei Mecklenburg-Vorpommern, die zur Landtagswahl 2002 antrat und 0,2 Prozent der Stimmen erhielt.
2004 trat er in die CDU ein. Nachdem Gens die Kommunalwahl vom 7. Juni 2009 erfolgreich vor dem Verwaltungsgericht, dem Oberverwaltungsgericht und dem Landesverfassungsgericht angefochten hatte, weil der damalige Bürgermeister Manfred Gau (Bürger für Hiddensee) unerlaubt Einfluss auf den Wahlausgang genommen habe, musste die Wahl wiederholt werden. Am 19. September 2010 wurde Gens mit 51,76 Prozent der Stimmen zum ehrenamtlichen Bürgermeister von Hiddensee gewählt.
Nach dem Tod des CDU-Direktkandidaten für die Landtagswahl 2011, Udo Timm, zwei Wochen vor der Wahl wurde Gens kurzfristig als Direktkandidat der CDU im Landtagswahlkreis Rügen I nachnominiert. Die Wahl in diesem Wahlkreis war wegen des Todesfalls um zwei Wochen auf den 18. September 2011 verschoben worden, um der CDU eine Frist einzuräumen, einen neuen Wahlkreisbewerber zu benennen, und um neue Stimmzettel und Briefwahlunterlagen herzustellen.
Nachdem der NDR in den Raum gestellt hatte, dass Gens früher Funktionär der rechtsextremen DVU gewesen sei, widerrief der CDU-Kreisvorstand Rügen am 5. September 2011 seine Aufnahme in die Partei mit der Begründung, er habe die frühere DVU-Mitgliedschaft und seine Funktionärstätigkeit bei seinem Parteieintritt in die CDU und der Nominierung für die Direktkandidatur zur Landtagswahl verschwiegen. Gens argumentierte, seine Vergangenheit sei seit Jahren bekannt gewesen.
Gens zog seine Kandidatur nicht zurück und betrieb weiter Wahlkampf. Da die Wahlzettel bereits gedruckt waren, wurde er auf diesen weiterhin als CDU-Kandidat geführt. Einen neuen Kandidaten konnte die Rügener CDU nicht mehr nominieren, so dass sie zur Wahl von Kandidaten anderer Parteien aufrief. Bei der Wahl vereinigte Gens einen Erststimmenanteil von 13,3 % auf sich; das Direktmandat fiel an die SPD.
Der Hiddenseer Ortsverband der CDU distanzierte sich von dem Widerruf der Aufnahme in die Partei und stützte Gens weiterhin als Bürgermeister. Ein von Gens initiiertes Widerspruchsverfahren war bis Mai 2013 schwebend, der Beschluss war daher nicht rechtskräftig. Am Tag der Entscheidung des zuständigen CDU-Kreisparteigerichts erklärte Gens selbst seinen Austritt aus der CDU. Das Parteigericht entschied und verkündete den Ausschluss dennoch, da hinsichtlich des Austritts kein gültiges Dokument vorläge. Nach seinem Austritt war Gens zunächst parteiloser Bürgermeister von Hiddensee.
Im November 2012 untersagte das Landgericht Berlin dem NDR-Nordmagazin, über eine angebliche Verpflichtungserklärung Gens’ für die Stasi, die er als Minderjähriger unterschrieben haben soll, sowie über eine Stasimitarbeit zu berichten. Nach einem Urteil des Landgerichtes Rostock vom August 2013 darf der NDR jedoch weiter berichten, dass Gens für die DDR-Staatssicherheit tätig gewesen sei, da der NDR seiner Recherche-Pflicht ausreichend nachgekommen sei und ausreichend Fakten geliefert habe. Nach Angaben von Gens’ Wählergruppe änderte das Oberlandesgericht Rostock das Urteil des Landgerichts Rostock im April 2014 ab.
Gens, der als ehrenamtlicher Bürgermeister Ehrenbeamter ist und 2010 in einer Ehrenerklärung im Zusammenhang mit der Bürgermeisterwahl eine Stasi-Mitarbeit verneint hatte, stritt eine Zusammenarbeit mit der Stasi ab. Die Staatsanwaltschaft ermittelte, ob er mit seiner eidesstattlichen Erklärung die Wahrheit gesagt oder ob er sich mit einer Falschaussage strafbar gemacht hat. Nach Einsicht in die mit „Thomas Gens“ unterschriebene Akte forderte das Amt West-Rügen, Gens’ Ernennung zum Bürgermeister zu widerrufen. Die Gemeindevertretung der Insel Hiddensee beschloss, dass Gens Bürgermeister von Hiddensee bleibt, und stellte sich hinter ihren Bürgermeister, demzufolge die Unterschrift nicht von ihm stammt.
Wenig später lösten sich der CDU-Ortsverband sowie die CDU-Fraktion im Gemeinderat auf, um künftig als unabhängige Wählergemeinschaft mit dem Namen „Achtsame Demokraten – Die Hiddenseepartei“ zu agieren.
Bei der Kommunalwahl 2014 wurde Gens mit 76,5 % der gültigen Stimmen als Bürgermeister bestätigt. Er war vom Gemeinde-Wahlausschuss West-Rügen zunächst nicht zur Wahl zugelassen worden; der Kreiswahlausschuss Vorpommern-Rügen entschied jedoch einstimmig, dass die bloße Diskussion um seine Stasi-Vergangenheit kein Grund sei, ihn nicht zuzulassen.
Auch 2019 wurde Gens im Amt bestätigt. Er erhielt 55 % der Stimmen und seine Partei 51 %. Nach der Auflösung der Achtsamen Demokraten trat Gens bei der Kommunalwahl 2024 für die Wählergemeinschaft „Allianz für Hiddenseer“ an.